# Veliki Grđevac
Veliki Grđevac – wieś w Chorwacji, w żupanii bielowarsko-bilogorskiej, w gminie Veliki Grđevac. W 2011 roku liczyła 1200 mieszkańców.